# امیل پلاتن
امیل پلاتن (آلمانی: Emil Platen؛ زادهٔ ۱۶ سپتامبر ۱۹۲۵) موسیقی‌شناس و رهبر ارکستر اهل آلمان است. و در رشتهٔ نوازندگی ویلن، تئوری موسیقی و آهنگسازی در «مدرسه موسیقی جوانان دوسلدورف» تحصیل کرد و سپس برای فراگیری موسیقی‌شناسی به دانشگاه کلن رفت. سپس برای تکمیل دانسته‌های خود در زمینهٔ آهنگسازی به «دانشگاه موسیقی دتمولد» رفت و در آنجا یکی از شاگردان کورت توماس بود. سرانجام او دکترای خود را از دانشگاه بن گرفت و موضوع پایان‌نامه‌اش «تنظیم‌های کُرال توسط یوهان سباستین باخ» بود. حین تحصیل، وی به عنوان نوازندهٔ ویولن در وست‌دویچر روندفونک کار می‌کرد و مدتی نیز دستیار پژوهشی در خانه بتهوون بود.

## آثار چاپ‌شده
- مطالعاتی در مورد ساختار تنظیم کر یوهان سباستین باخ،[۱] بن، ۱۹۵۷
- انجیل به روایت متی اثر یوهان سباستین باخ: مقدمه ای بر اثر،[۲] مونیخ و کاسل، ۱۹۹۱، ویراش چهارم و نسخه تکمیل شده ۲۰۱۲
- مَـس‌های لوتری باخ[۳]
- مطالعات باخ و بتهوون، کمنیتس ۲۰۰۰.
- لودویگ فان بتهوون، ویراستار چندین جلد از نسخه اورتکس و نسخه کامل. مونیخ: هنله